# كارولين إيملي كلارك
كارولين إيملي كلارك (بالإنجليزية: Caroline Emily Clark)‏ هي عاملة إجتماعية أسترالية، ولدت في 6 سبتمبر 1825 في برمنغهام في المملكة المتحدة، وتوفيت في 18 نوفمبر 1911.